# Karang Sentul
Karang Sentul is een bestuurslaag in het regentschap Pasuruan van de provincie Oost-Java, Indonesië. Karang Sentul telt 7159 inwoners (volkstelling 2010).